# Талдинка
Талдинка — село в Троицком районе Алтайского края. Входит в состав Хайрюзовского сельсовета.

## География
Расположено на правом берегу реки Большой Речки. Абсолютная высота — 242 метра над уровнем моря.
Климат
Климат характеризуется как континентальный, с продолжительной холодной зимой и коротким тёплым летом. Средняя температура самого тёплого месяца (июля) составляет 30 °С. Средняя температура самого холодного месяца (января) — −18 °С (абсолютный минимум — −50 °С). Годовое количество осадков — 300—350 мм. Продолжительность периода с устойчивым снежным покровом составляет 160 −170 дней.

## История
Основано в 1750 году. В 1926 году в селе Толдинке (Больше-Реченском) имелось 456 хозяйств и проживало 2496 человек (1174 мужчины и 1322 женщины). В национальном составе населения того периода преобладали русские. Действовали школа I ступени и лавка общества потребителей. В административном отношении являлось центром Толдинского сельсовета Больше-Реченского района Бийского округа Сибирского края.

## Население
| 1926 | 1997 | 1998 | 1999 | 2000 | 2001 |
| ---- | ---- | ---- | ---- | ---- | ---- |
| 2496 | ↘226 | ↘217 | ↘216 | ↘208 | ↘203 |
| 2002 | 2003 | 2004 | 2005 | 2006 | 2007 |
| ↘186 | ↘171 | ↘161 | ↗172 | ↘136 | ↘105 |
| 2008 | 2009 | 2010 | 2011 | 2012 | 2013 |
| ↗106 | ↘97  | ↘94  | →94  | ↘89  | ↗91  |

Национальный состав
Согласно результатам переписи 2002 года, в национальной структуре населения русские составляли 94 %.